# Theodor Lessing
Theodor Lessing, född 8 februari 1872 i Hannover, död 31 augusti 1933 i Mariánské Lázně, var en tysk filosof.

## Biografi
Lessing, som var av judisk börd, var docent vid tekniska högskolan i Hannover 1908-26 och även verksam som vitter författare och publicist. Han måste på grund av en uppseendeväckande kritik från Paul von Hindenburg 1925 lämna sin docentur, och flydde efter det nationalsocialistiska maktövertagandet till Prag, där han mördades. Lessing såg i tekniken och den ensidigt formella bildningen en kulturfara, som han försökte avvärja genom hänvisning till de asiatiska folken tänkande i verk som Untergang der Erde am Geist (1916, 5:e upplagan 1926). Bland hans övriga skrifter märks Schopenhauer-Wagner-Nietzsche (1906), Studien zur Wertaxiomatik (1908, 2:a upplagan 1914) och Geschichte als Sinngebung des Sinnlosen (1920, 4:e upplagan 1927).